# Ehrenberg (Kriebstein)
Ehrenberg ist ein Ortsteil der Gemeinde Kriebstein im Landkreis Mittelsachsen (Freistaat Sachsen). Der Ort wurde am 1. Januar 1994 mit den bisherigen Gemeinden Höfchen und Kriebethal zur Gemeinde Kriebstein zusammengeschlossen.

## Geografie
Ehrenberg liegt östlich der Zschopau, die südwestlich des Orts zur Talsperre Kriebstein aufgestaut wird.

### Nachbarorte
| Kriebethal | Schönberg                                   | Massanei        |
| Kriebstein | Kompassrose, die auf Nachbargemeinden zeigt | Grünlichtenberg |
|            | Erlebach                                    | Höckendorf      |

## Geschichte

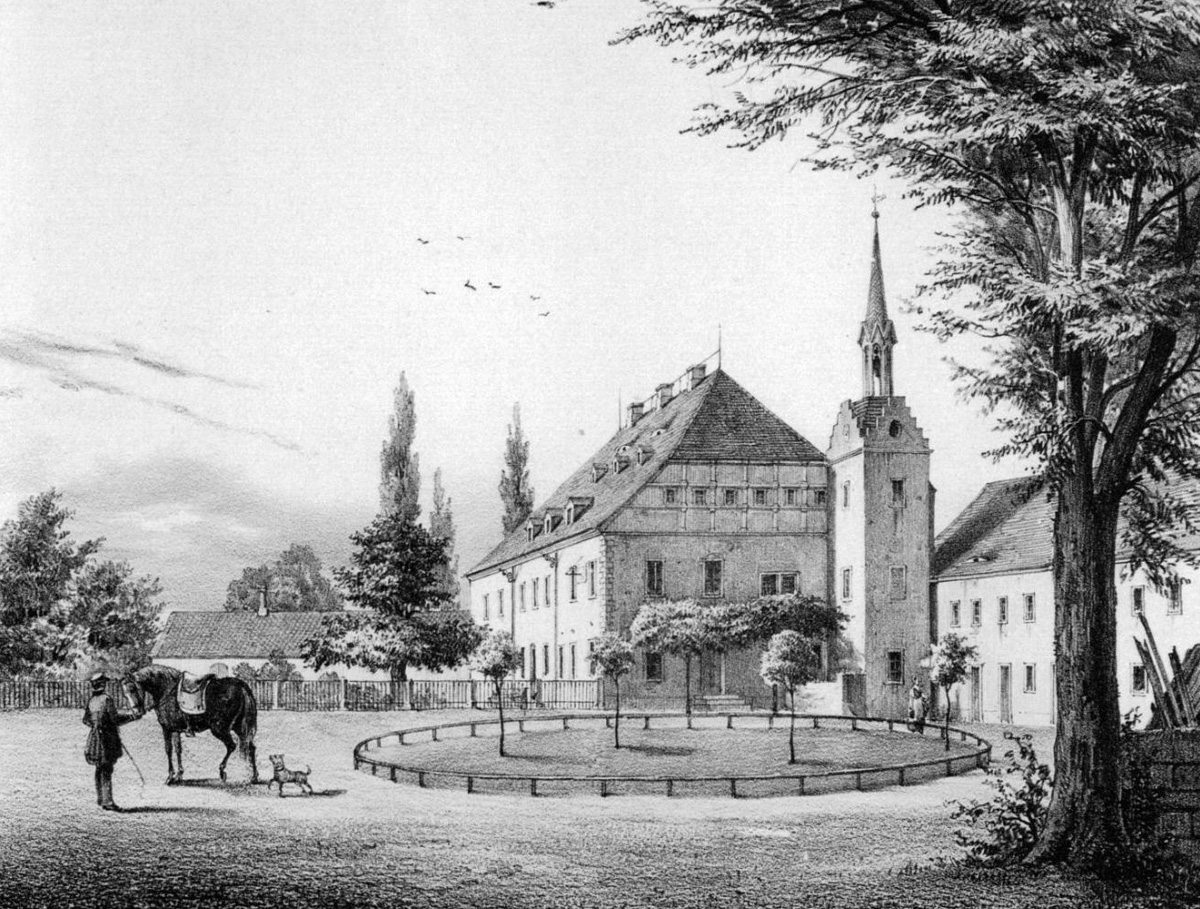
Schloss Ehrenberg um 1850

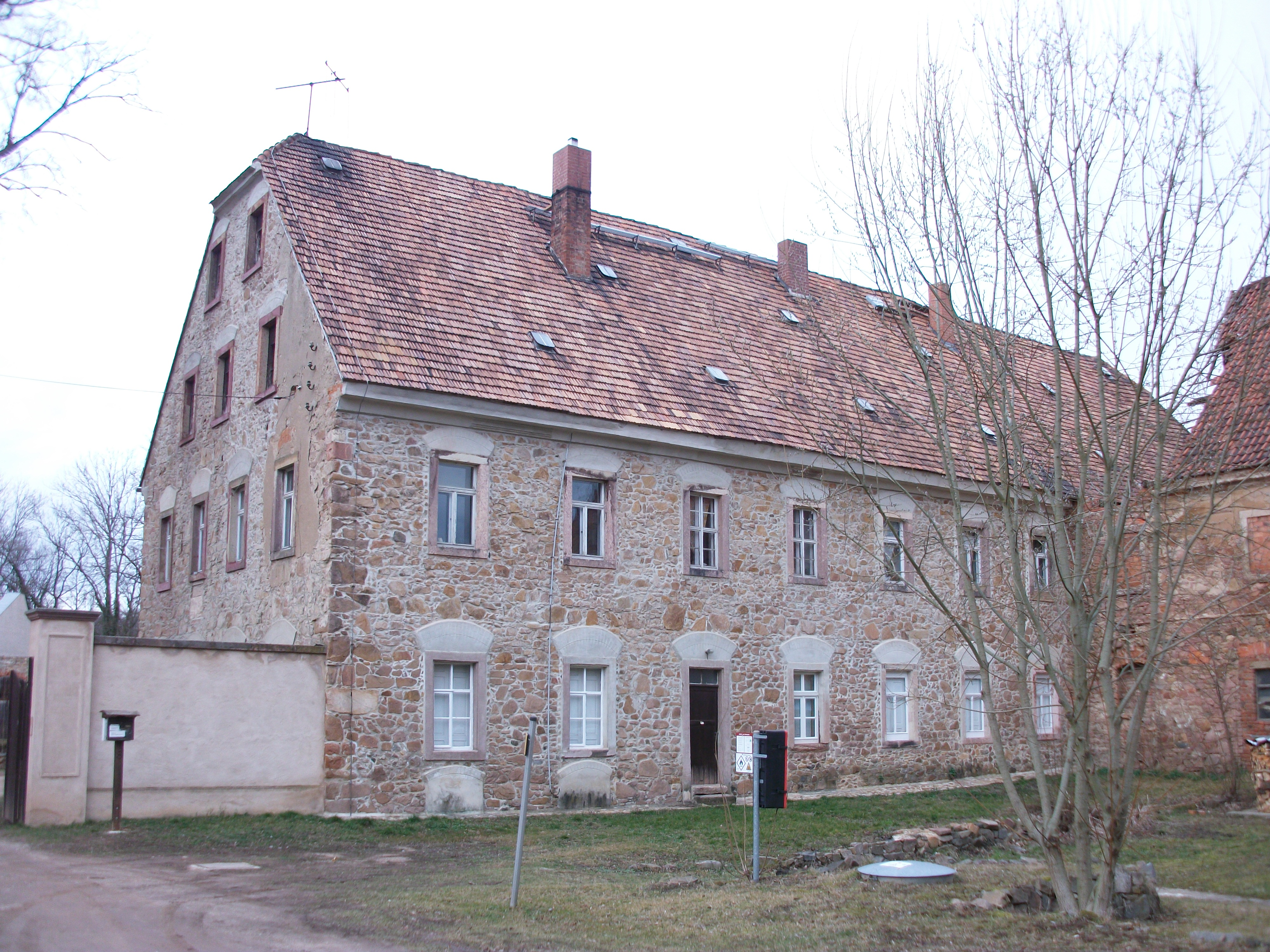
Rittergut Ehrenberg (2019)

Das Waldhufendorf Ehrenberg wurde erstmals im Jahr 1349 als „Errinberg“ erwähnt. Die herrschaftlichen Besitzungen von Ehrenberg gehörten vor dem Jahre 1560 zum Gebiet der Herren von Kriebstein. Nachdem der herzogliche Rat Georg von Carlowitz auf Kriebstein am 2. Mai 1550 verstorben war und dessen ältester Sohn Christoph die väterliche Hinterlassenschaft bis zur brüderlichen Teilung 1560 verwaltet hatte, fiel Ehrenberg unter vier Brüdern diesem zu. Am 23. April 1563 erfolgte die Grundsteinlegung für das Schloss Ehrenberg. Dessen Besitzungen kamen im Jahr 1583 an Wilhelm von Schönberg. Dieser trat das Besitztum 1607 an seinen Schwiegersohn Georg Kölbel von Geysing durch Tausch ab, der wieder verkaufte es bereits 1611 an seinen Schwager Wolff Rudolph von Ende. Unter der Familie von Ende wurde im Jahr 1696 erstmals das Rittergut Ehrenberg erwähnt, zu dessen Grundherrschaft auch der Ort Ehrenberg gehörte. Zwischen 1697 und dem 19. Jahrhundert war das Schloss Ehrenberg im Besitz der Familie von Einsiedel.
Im Jahr 1588 wurden die Besitzungen der ehemaligen Herrschaft Kriebstein, zu der auch Ehrenberg gehörte, ins Amt Rochlitz integriert. Somit gehörte Ehrenberg bis 1856 zum kursächsischen bzw. königlich-sächsischen Amt Rochlitz. Bei den im 19. Jahrhundert im Königreich Sachsen durchgeführten Verwaltungsreformen wurden die Ämter aufgelöst. Dadurch kam Ehrenberg im Jahr 1856 unter die Verwaltung des Gerichtsamts Waldheim und 1875 an die neu gegründete Amtshauptmannschaft Döbeln. Kirchlich ist der Ort nach Waldheim gepfarrt. Nach dem Tode des zu Dresden am 20. März 1861 verstorbenen Reichsgrafen Detlev von Einsiedel fiel das Besitztum auf seine Tochter Frau Johanna Auguste Sahrer von Sahr, die in Dresden am 6. Januar 1871 verschied und Ehrenberg, wie ihre übrigen Güter, ihrem Gemahl Karl Sahrer von Sahr hinterließ. Er starb 1874 kinderlos und vermachte es seinem Neffen Alfred Georg Sahrer von Sahr. Mit seiner Frau Helene Sahrer von Sahr geborene Einsiedel hatte dieser drei Kinder: Johanna Auguste, Nikolaus und Elisabeth Sahrer von Sahr. Alfred Georg Sahrer von Sahr starb 1921, seine Frau Helene 1928, und Ehrenberg gelangte an Nikolaus Sahrer von Sahr.
Nach dem Zweiten Weltkrieg erfolgte am 2. September 1945 im Zuge der Bodenreform die Enteignung der Familie Sahrer von Sahr. In das Schloss Ehrenberg zogen nach der Bodenreform Neubauern ein. 1948 wurde das Gebäude bis auf den sogenannten Kapellenflügel abgerissen. Dieses Teilstück wurde noch bis ca. 1988 bewohnt und verfiel im Anschluss gänzlich.
Durch die zweite Kreisreform in der DDR kam die Gemeinde Ehrenberg im Jahr 1952 zum Kreis Hainichen im Bezirk Chemnitz (1953 in Bezirk Karl-Marx-Stadt umbenannt), der ab 1990 als sächsischer Landkreis Hainichen fortgeführt wurde und 1994 im Landkreis Mittweida bzw. 2008 im Landkreis Mittelsachsen aufging. Am 1. Januar 1994 wurde die Gemeinde Ehrenberg mit den bisherigen Gemeinden Höfchen und Kriebethal zur Gemeinde Kriebstein zusammengeschlossen. Das Rittergut Ehrenberg wurde im Jahr 2000 vom Künstler und Architekt Pier Giorgio Furlan erworben, welcher mit der Sanierung der Wirtschaftsgebäude begann. Im einstigen Rittergut Ehrenberg hat der im Jahr 2000 gegründete Förderkreis „Centro Arte Monte Onore e. V.“ seinen Sitz, der mit vielen ehrenamtlichen Helfern und Mitwirkenden kulturelle Projekte und Veranstaltungen realisiert.